# USA:s Small Business Administration
Den ansvariga över Small Business Administration är förtillfället Jovita Carranza. Det var president Barack Obama som införde den här posten i januari 2012, som en del av USA:s federala regering.

## Lista över administratörer
| Namn              | Namn                       | Tidpunkt                           | Under president      |
| ----------------- | -------------------------- | ---------------------------------- | -------------------- |
|                   | William D. Mitchell        | 1 augusti 1953 – 30 oktober 1953   | Dwight D. Eisenhower |
|                   | Wendell B. Barnes          | 8 februari 1954 – 21 november 1959 | Dwight D. Eisenhower |
|                   | Philip McCallum            | 23 november 1959 – 20 januari 1961 | Dwight D. Eisenhower |
|                   | John E. Horne              | 2 februari 1961 – 7 augusti 1963   | John F. Kennedy      |
|                   | Eugene P. Foley            | 8 augusti 1963 – 10 september 1965 | John F. Kennedy      |
| Lyndon B. Johnson | Eugene P. Foley            | 8 augusti 1963 – 10 september 1965 |                      |
|                   | Bernard L. Boutin          | 18 maj 1966 – 31 juli 1967         |                      |
|                   | Robert C. Moot             | 1 augusti 1967 – 31 juli 1968      |                      |
|                   | Howard J. Samuels          | 1 augusti 1968 – 22 februari 1969  |                      |
|                   | Hilary J. Sandoval Jr.     | 5 mars 1969 – 1 januari 1971       | Richard Nixon        |
|                   | Thomas S. Kleppe           | 18 januari 1971 – 12 oktober 1975  | Richard Nixon        |
| Gerald Ford       | Thomas S. Kleppe           | 18 januari 1971 – 12 oktober 1975  |                      |
|                   | Mitchell P. Kobelinski     | 12 februari 1976 – 4 mars 1977     |                      |
|                   | A. Vernon Weaver           | 1 april 1977 – 20 januari 1981     | Jimmy Carter         |
|                   | Michael Cardenas           | 30 mars 1981 – 3 februari 1982     | Ronald Reagan        |
|                   | James C. Sanders           | 29 mars 1982 – 31 mars 1986        | Ronald Reagan        |
|                   | Charles Heatherly Acting   | 31 mars 1986 – 23 mars 1987        | Ronald Reagan        |
|                   | James Abdnor               | 23 mars 1987 – 20 april 1989       | Ronald Reagan        |
|                   | Susan Engeleiter           | 20 april 1989 – 27 mars 1991       | George H. W. Bush    |
|                   | Pat Saiki                  | 27 mars 1991 – 20 januari 1993     | George H. W. Bush    |
|                   | Dayton J. Watkins Acting   | 20 januari 1993 – 12 maj 1993      | Bill Clinton         |
|                   | Erskine Bowles             | 12 maj 1993 – 6 oktober 1994       | Bill Clinton         |
|                   | Cassandra M. Pulley Acting | 6 oktober 1994 – 8 oktober 1994    | Bill Clinton         |
|                   | Philip Lader               | 8 oktober, 1994 – 11 februari 1997 | Bill Clinton         |
|                   | Ginger Lew Acting          | 11 februari 1997 – 7 mars 1997     | Bill Clinton         |
|                   | Aída Álvarez               | 7 mars 1997 – 20 januari 2001      | Bill Clinton         |
|                   | John D. Whitmore Acting    | 20 januari 2001 – 25 juli 2001     | George W. Bush       |
|                   | Hector Barreto             | 25 juli 2001 – 2 juli 2006         | George W. Bush       |
|                   | Steve Preston              | 10 juli 2006 – 5 juni 2008         | George W. Bush       |
|                   | Sandy Baruah Acting        | 5 juni 2008 – 20 januari 2009      | George W. Bush       |
|                   | Darryl Hairston Acting     | 20 januari 2009 – 6 april 2009     | Barack Obama         |
|                   | Karen Mills                | 6 april 2009 – 1 september 2013    | Barack Obama         |
|                   | Jeanne Hulit Acting        | 1 september 2013 – 7 februari 2014 | Barack Obama         |
|                   | Marianne Markowitz Acting  | 7 februari 2014 – 7 april 2014     | Barack Obama         |
|                   | Maria Contreras-Sweet      | 7 april 2014 – 20 januari 2017     | Barack Obama         |
|                   | Joseph Loddo Acting        | 20 januari 2017 – 14 februari 2017 | Donald Trump         |
|                   | Linda McMahon              | 14 februari 2017 – 12 april 2019   | Donald Trump         |
|                   | Chris Pilkerton Acting     | 13 april 2019 – 14 januari 2020    | Donald Trump         |
|                   | Jovita Carranza            | 14 januari 2020 – 20 januari 2020  | Donald Trump         |
|                   | Tami Perriello             | 20 januari 2020 - 17 mars 2021     | Joe Biden            |
|                   | Isabel Casillas Guzman     | 17 mars 2021 -                     | Joe Biden            |